# Sinestro
Thaal Sinestro (o simplemente Sinestro) es un supervillano ficticio que aparece en los cómics estadounidenses publicados por DC Comics, particularmente aquellos en los que aparece Linterna Verde. Creado por John Broome y Gil Kane, Sinestro es un exmiembro de los Green Lantern Corps que fue  expulsado deshonrosamente por abusar de su poder. Es el archienemigo de Hal Jordan y fundador de los Sinestro Corps.
Sinestro ha aparecido en varias formas en otros medios, incluyendo programas de televisión, películas y videojuegos, e hizo su debut cinematográfico en la película de 2011, Linterna Verde, interpretado por Mark Strong. 
En enero de 2025, se confirmó que Ulrich Thomsen lo interpretaría en la serie de DCU “Lanterns”.

## Historial de publicaciones
El personaje fue creado por John Broome y Gil Kane, y apareció por primera vez en Green Lantern (vol. 2) # 7 (agosto de 1961).
En 2009, IGN clasificó a Sinestro como el 15º mejor villano de cómics de todos los tiempos.

## Biografía del personaje

### Linterna Verde
Sinestro nació en el planeta Korugar en el sector espacial 1417. Su dedicación a preservar el orden se manifestó originalmente en su carrera anterior, un antropólogo especializado en reconstrucciones de ruinas de civilizaciones desaparecidas mucho tiempo atrás. Un día, mientras estaba en uno de esos sitios, un Linterna Verde llamada Prohl Gosgotha aterrizó de emergencia en el sitio, herido y aparentemente muriendo. Rápidamente le dio su anillo a Sinestro, justo a tiempo para que Sinestro, que apenas entendía lo que el anillo podía hacer, se defendiera del perseguidor del Linterna: un Weaponer del planeta Qward; sin embargo, Sinestro tuvo que destruir las ruinas que se había dedicado a restaurar para poder aplastar al qwardiano. Al retornar con Gosgotha lo encontró aún con vida y Golgotha le pidió que le devolviera el anillo para mantenerse con vida el tiempo suficiente para obtener ayuda. Sinestro, sabiendo que esto significaría no seguir siendo un Linterna Verde, lo dejó morir a sus pies y se hizo con su puesto. Los Guardianes nunca se enteraron de sus acciones.
En Green Lantern # 45, su esposa aparece por primera vez en un flashback, y se revela que es la hermana de Abin Sur. Durante su tiempo en los Corps, Abin Sur fue el mejor amigo y confidente de Thaal Sinestro, hasta el punto de que se consideraban hermanos. Con el tiempo, Sinestro se enamoraría y se casaría con Arin Sur, la hermana de su amigo, y tendrían un hijo juntos. Abin le confió a Sinestro lo que había aprendido sobre la Noche Más Negra, en la que una oscuridad se alzaría para destruir toda la vida, algo que Sinestro desestimó. Tiempo después, Abin fue asesinado por el monstruo conocido como Atrocitus. Posteriormente, Sinestro llevaría a Atrocitus ante la justicia por el asesinato de Abin con la ayuda del sucesor de este, Hal Jordan.  Después de que Sinestro lo dejara en el planeta prisión de Ysmault, Atrocitus se burla de Sinestro con una profecía sobre el caos y el golpe de Estado mortal que habría de llevar a la caída en desgracia de Sinestro, pero este le ignora y se marcha.
Sin embargo, a medida que se estresaba por mantener su sector tan perfecto y ordenado como necesitaba que estuviera, Sinestro se fue desquiciando poco a poco y empezó a emplear tácticas más y más cuestionables en su comportamiento, convirtiéndose en un tirano. Sus acciones no fueron bien recibidas por los korugaranos, y se profirieron amenazas contra su familia. Arin se dio cuenta del peligro que suponían los métodos de Sinestro y entregó a su hija en secreto. Sinestro nunca logró encontrar a su hija, y Arin pronto murió en circunstancias desconocidas.
En su cumbre, se llegó a considerar a Sinestro como el más grande de todos los Linternas Verdes, y el Sector 1417 quedó casi totalmente vacío de crimen y anarquía bajo su vigilante protección. Los Guardianes, que ignoraban que tales resultados eran producto de su gobierno tiránico, nunca se habían equivocado en su juicio, y él sería considerado más tarde uno de sus mayores errores. Su destreza era tan grande que fue asignado como mentor de una serie de Linternas novatos que mostraban una promesa similar. Así, cuando Hal Jordan se unió a los Green Lantern Corps, Sinestro fue asignado para ser su instructor. Ganthet de hecho pidió específicamente que ambos entrenaran juntos, por lo que Sinestro tuvo que dejar su planeta e ir a la Tierra a entrenarlo. Rápidamente Hal y él se hicieron grandes amigos.

#### Dictador de Korugar
Jordan empezó a horrorizarse por los métodos totalitarios de su nuevo mentor, aunque Sinestro sostenía que sus métodos de mano de hierro eran necesarios para proteger a la gente de fuerzas desconocidas. En su primera misión diplomática, Hal demostró ser imprudente y Sinestro creyó que entrenarlo era una pérdida de tiempo. Durante su entrenamiento regresaron a Korugar, el planeta natal de Sinestro, donde Jordan ayudó a este a repeler un intento de invasión por parte de los señores de la guerra alienígenas conocidos como los khunds. Al llegar al planeta se encontraron con una gran oposición de parte de sus habitantes, y Hal descubrió que Sinestro era un dictador que obligaba a su planeta a adorarle y que les había impuesto unas normas muy estrictas e injustas. Tras tanto tiempo fuera del planeta, los ciudadanos de Korugar se rebelaron con ayuda de Hal y Sinestro perdió el control. Tras una breve batalla, Hal hizo entrar en razón a Sinestro y éste comprendió que debía esconderse porque los Guardianes los castigarían a ambos. Tras esconderse en una de las prisiones de la Tierra con Hal Jordan, los Manhunters lo capturaron, lo despojaron de su anillo, y lo llevaron a Oa a ser juzgado.
Katma Tui, la líder de un movimiento de resistencia korugariano que sentía que la «protección» de Sinestro impedía que su gente creciera como sociedad a través del contacto con otras razas alienígenas, fue reclutada como su reemplazo en los Corps. Aunque Katma Tui se convirtió con el tiempo en una de las Linternas Verdes más respetadas, ella y el resto de Korugar inicialmente se resistieron a su nombramiento en los Corps; Debido a las acciones de Sinestro, Korugar había llegado a considerar el símbolo de los Green Lantern Corps como un emblema de terror y opresión.

### Castigo y villanía
Por usar el poder de Linterna Verde para infundir miedo en lugar de combatirlo, y después de que Hal testificara en su contra, los Guardianes desterraron a Sinestro al universo de antimateria, una contraparte del universo «real» formado por «materia negativa». Sinestro juró vengarse de Hal y de los Corps justo antes de ser desterrado, y terminó en el mundo antimateria de Qward, la contraparte en ese universo del planeta Oa (el mundo natal de los Guardianes), que estaba gobernado por una raza de guerreros y científicos conocidos como los Armadores (Weaponers) de Qward, que tenían un odio feroz hacia los Guardianes y todos los y las Linternas Verdes. Al exiliar a Sinestro a un mundo gobernado por seres malvados que lo odiaban específicamente como Linterna Verde, los Guardianes esperaban humillarlo. Sin embargo, su intento de castigo sería un gran error de cálculo. Sinestro creía haber sido perjudicado por sus antiguos amos y ahora los odiaba tanto como los Armadores. A través de su odio mutuo hacia los Guardianes, Sinestro y los Armadores se convirtieron en aliados, y los Armadores ofrecieron ayudar a Sinestro a vengarse de los Guardianes y de los Corps.
Los qwardianos aprovecharon el poder de la entidad del miedo universal para crear sus propios anillos de poder, imbuidos de energía amarilla, la única vulnerabilidad de los anillos de los Linternas Verde. Creando un anillo de poder amarillo para que Sinestro lo use, los Armadores lo enviaron de regreso al universo de la «materia positiva» para buscar su venganza. Sinestro se convirtió rápidamente en el enemigo más poderoso de los Green Lantern Corps, en parte debido a una debilidad en sus anillos de poder que les impedía afectar directamente el color amarillo. Con su anillo amarillo, Sinestro atacó sin piedad a los Guardianes que habían frustrado sus sueños. Sinestro formó los Sinestro Corps e inició una guerra contra los Linternas Verdes. A pesar de esto, hábiles Linternas Verdes como Jordan, el enemigo más odiado de Sinestro, siempre encontraron formas de derrotarlo.

### Pre-Crisis
Antes de los eventos de Crisis en Tierras Infinitas, Sinestro conoce a Hal cuando ya había hecho una alianza con Qward. Hal ya había derrotado a los Armadores tres veces para ese momento. Sinestro trató de secuestrarlo usando un dispositivo que podía transportar personas a Qward y fue capaz de encarcelarlo en una burbuja amarilla amenazando con matar a 100,000 personas que habían sido secuestradas con el dispositivo cuando lo usó en una ciudad que se suponía que Hal había estado. Sin embargo, Hal usó su anillo para acelerar un reloj, haciendo que Sinestro pensara que su anillo se había quedado sin energía. Cuando liberó a Hal de la burbuja para eliminarlo, fue derrotado y encarcelado en una burbuja verde por Hal, quien no lo llevó de regreso a su universo, ya que iría en contra de la jurisdicción de los Guardianes. Sin embargo, escapó usando un anillo que podría drenar el poder del anillo de la Linterna Verde y continuó amenazando a Hal. Intentó atacar a los Guardianes después de atrapar a Jordan, antes de disfrazarse de Hal para poder ocupar una reunión de Linternas Verdes y absorber el poder de sus anillos lanzando una ilusión de un monstruo para que usaran sus anillos. Sin embargo, Jordan escapó y derrotó a Sinestro en Oa, que fue colocado en un contenedor de energía verde que orbitaría el Universo por el poder de muchas Linternas Verdes, pero escapó con un anillo de poder oculto en su bota. Era muy experto en escapar de las formas en que los Guardianes intentaron encarcelarlo.

### Post-Crisis
Antes de que los Guardianes se retiraran de su universo para intentar aparearse con sus contrapartes femeninas, las Zamarons, construyeron una prisión ineludible para Sinestro y miles de otros en Oa. Sinestro logró liberarse a través de la manipulación mental del Dios Loco del Sector 3600. Ejerciendo un poder casi ilimitado, Sinestro asesinó sistemas estelares enteros hasta que finalmente fue dominado por los miembros del Green Lantern Corps de la Tierra. Culpable de múltiples actos de genocidio, Sinestro fue juzgado nuevamente por la membresía reunida del Green Lantern Corps. Al encontrarlo culpable, lo condenaron a muerte y lo ejecutaron, pero Sinestro logró engañar a la muerte al enviar su esencia a la Batería Central de Energía y apagarla. Tras ser convertido en energía, Sinestro esperó el momento oportuno para contraatacar. Mientras estaba en la batería, también hizo un sorprendente descubrimiento sobre la antigua debilidad del amarillo dentro de la luz de las Linternas Verdes, la llamada «impureza amarilla», que habitaba dentro de la Batería. 
La energía de la fuente de energía de los Linternas Verdes empezó a agotar sus anillos, despojando a la mayoría de ellos de su poder. Al final, fueron necesarios los esfuerzos combinados de Hal Jordan y Appa Ali Apsa para evitar que la batería explotara y creara un agujero negro. Sin embargo, el daño causado a la batería dejó a los Green Lanterns Corps casi inservibles, con sólo unos pocos Linternas Verdes con anillos de poder activos repartidos por todo el universo. Poco después de que los Guardianes repararan la Batería destruida, John Stewart intentó cargar su anillo desde ella. Sin embargo, un fallo de funcionamiento hizo que la forma de energía de Sinestro se introdujera en la mente de John durante un tiempo, hasta que fue liberada.

### Guy Gardner
El alma de Sinestro vagó por Oa durante un tiempo, hasta que el otrora Linterna Verde Guy Gardner se coló en las Criptas de los Green Lantern Corps para robar el anillo de energía de Sinestro. Durante el encuentro, Sinestro poseyó a John Stewart para confrontar a Guy, pero su espíritu no era lo suficientemente fuerte como para derrotar la fuerza de voluntad de Gardner. Guy lo dominó, tomando el anillo para sí, y el alma de Sinestro volvió a desvanecerse. Como el anillo amarillo solo «hablaba» el idioma nativo de Sinestro, Guy no pudo comunicarse con él, aunque parecía entenderlo hasta cierto punto. Guy solo usó el anillo amarillo por un corto tiempo antes de que Hal Jordan, poseído por Parallax, lo destruyera.
Con el tiempo, los Guardianes devolvieron a Sinestro a la Batería Central, aunque no se revela cuándo. 

### Parallax
Hal Jordan entró en la Batería en un intento desesperado por restaurar los poderes de sus compañeros Linternas y finalmente derrotó a Sinestro, cuyo espíritu fue condenado a permanecer atrapado dentro de la Batería Central, impotente, por la eternidad. Sin embargo, Sinestro había obtenido una victoria personal aún mayor ya que la llamada «impureza amarilla» resultó ser una entidad sensible conocida como Parallax, la encarnación viviente del miedo. También descubrió que la fuente de energía de la batería era la contraparte verde de Parallax, Ión, la encarnación de la fuerza de voluntad. Los Guardianes del Universo habían encerrado a Parallax en la Batería Central de Energía de Oa mucho tiempo atrás utilizando la energía opuesta al miedo, la fuerza de voluntad. Parallax permaneció inactivo durante miles de millones de años, y los Guardianes ocultaron su verdadera naturaleza para evitar que alguien intentara liberarlo. Al ser de color amarillo, Parallax llegó a ser conocido simplemente como «la impureza amarilla». Esta era la razón por la que los anillos eran inútiles contra el color amarillo: Parallax debilitaba su poder sobre el espectro correspondiente. Esta es la razón por la que sólo alguien con la fuerza de voluntad necesaria para superar un gran miedo pudiera dominar el anillo de poder. Por ello, a la hora de reclutar nuevos Linternas Verdes, los Guardianes se cuidaban de buscar reclutas que fueran en gran medida libres de miedo. Así, cuando el renegado Sinestro fue encarcelado en la Batería de Poder, Sinestro también habló con Parallax, y su anillo de poder amarillo qwardiano aprovechó el poder de Parallax y lo despertó. 
Mientras tanto, el regreso de los Guardianes resultó en el restablecimiento de los Corps. Sin embargo, los recién restaurados Corps durarían poco, gracias a los esfuerzos inadvertidos del señor de la guerra alienígena Mongul y Hank Henshaw, un cíborg que en ese momento se hacía pasar por Superman. Como parte de su complot finalmente frustrado para transformar la Tierra en una nueva versión de la fortaleza interestelar de Mongul, Warworld y vengarse de Superman, Mongul y el CÍborg usaron varios dispositivos nucleares para destruir completamente a Ciudad Costera, California, que era el hogar de Hal Jordan, y todos los que vivían en ella. Enloquecido de dolor por la destrucción de su ciudad y la apatía de los Guardianes hacia su difícil situación, la fuerza de voluntad anteriormente indomable de Jordan se hizo añicos. Parallax infectó entonces con éxito la mente de Jordan, dejando al llamado «Linterna Verde más grande» vulnerable al miedo por primera vez en su vida y preparando el triunfo final de Sinestro. Cuando Parallax se hizo con el control de Hal Jordan y lo volvió loco, Sinestro supo que su hora estaba cerca. Parallax pudo poseer a Jordan por completo y empujarlo hacia una brutal embestida homicida que aniquiló a la mayoría de los Guardianes y dejó decenas de Linternas Verdes muertos o mutilados, ya que Parallax trató de absorber las energías de la Batería de Energía Central en su ser.
Como un último esfuerzo para detener el desfrenado ataque de Jordan, los Guardianes liberaron a Sinestro de la Batería Central de Energía y lo enviaron a detener a Jordan como el menor de dos males e incluso le dieron un anillo de poder verde.Se libró una gran batalla, pero Hal tenía la ventaja. Finalmente, se llegó a un combate a golpes sin sus anillos y Siniestro haciendo lo que fuera para llevar a Jordan al límite, le permitió que le rompiera el cuello. Aunque Jordan rompió el cuello de Sinestro después de la batalla, aparentemente matándolo, más tarde se revelaría que lo que los Guardianes realmente habían extraído de la Batería era un constructo de luz dura de Sinestro, creado por Parallax y mentalmente manipulado por el verdadero Sinestro desde el interior de la batería. Parallax luego se unió a Jordan, quien tomó el nombre de la entidad por sí mismo, y rápidamente terminó los Green Lantern Corps absorbiendo las energías de la Batería Central en sí mismo. 
Con la Batería destruida, Sinestro, escapó y se escondió mientras veía a Jordan convertirse en lo que siempre había odiado de Sinestro: ser un traidor y un asesino vilipendiado por sus amigos y sus aliados. Ganthet, le dio el último anillo de poder restante a Kyle Rayner. Sinestro se obsesionó con el joven terrícola, dándose cuenta de que a pesar de la caída de Jordan, su plan para extinguir la luz de los Linternas Verdes había fallado.

### Duplicado y viaje en el tiempo
Durante el periodo en que se le cree muerto, Sinestro tiene dos encuentros indirectos con otros héroes. Mujer Maravilla se enfrenta a un duplicado de Sinestro creado por una inteligencia artificial basada en el hijo muerto de su creador. La I.A. creó al duplicado de Sinestro tras ver vídeos de sus antiguas batallas, creyendo que sólo estaba jugando a un juego de computador, y sin ser consciente del daño que está causando en el mundo real. Aunque carece del genio táctico de Sinestro, el uso desenfrenado del poder de este duplicado destruye un puente y un edificio, y casi asfixia a Mujer Maravilla antes de ser derrotado por el héroe Campeón (en realidad un Hércules disfrazado).
En otra ocasión, Kyle Rayner es enviado accidentalmente aproximadamente una década al pasado, donde presencia una batalla entre Hal y Sinestro. Aunque al principio distrae a Hal en un momento crucial, la inmunidad del anillo de Kyle al amarillo resulta vital para evitar que Sinestro ejecute a los Guardianes del Universo. Posteriormente, Kyle y Hal sabotean su intento de estrellar un planetoide contra Oa intercambiando sus anillos. Hal permite que Sinestro lo lance lejos antes de utilizar el anillo de Kyle para destruir el equipo del villano. Kyle mantiene ocupado a Sinestro, utilizando el anillo de Hal para protegerle de heridas mortales. Sin embargo, después de que las acciones de Sinestro provocan que Hal viaje involuntariamente al futuro de Kyle, este encuentro es aparentemente borrado de la historia cuando Hal, Kyle y un Hal Jordan mayor poseído por Parallax (que detectó el desplazamiento de su yo más joven e interviene para tratar de enviarlo a su tiempo) trabajan juntos para enviar a Hal y Parallax de vuelta a su lugar apropiado en el tiempo para asegurar que un Hal Jordan esté presente con poderes para derrotar al Devorador de Soles, Hal regresando a su propio tiempo justo antes de que la llegada de Kyle cambie la historia y derrotando a Sinestro por su cuenta.
Posteriormente, el Hal Jordan, como el Espectro también se enfrenta al fantasma de Sinestro, que lo atrapa en un sueño en el que nunca llega a convertirse en Linterna Verde. Tras su derrota, Sinestro tiene la oportunidad de elegir su destino, y elige el infierno, siendo entonces arrastrado al Inframundo. En retrospectiva, se asume que esta versión de Sinestro es otro constructo de luz dura creado por Parallax a instancias de Sinestro, ya que la entidad del miedo sigue unida al alma de Jordan durante su etapa como Espectro, quebrantando continuamente su voluntad.

### Retorno
Sinestro revela con el tiempo la farsa de su «muerte» cuando Kyle Rayner descubre la existencia de Parallax y se lo revela a Flecha Verde y a la Liga de la Justicia. Sinestro se reveló como el que estaba detrás de todos los tormentos y problemas de Hal, pero ahora optaba por la acción directa. A punto de matar a los dos héroes, Sinestro es detenido por el recién resucitado Hal Jordan, que reclama su anillo y ha sido purgado de la influencia de Parallax. Los dos luchan hasta empatar, y Sinestro escapa al universo de la antimateria cuando su anillo es dañado por Hal.
Sinestro aparece más tarde en la miniserie Villains United (2005), en la que captura a Lady Quark para hacerla parte de la Sociedad Secreta de Supervillanos, grupo del que Sinestro formaba parte anteriormente. Aquí, desempeña un papel importante en la masacre de los Combatientes de la Libertad por parte de la Sociedad, que están investigando el lugar de reunión de otros villanos, pero caen en una emboscada. Sinestro comienza la batalla abriendo un agujero en el pecho del segundo Cóndor Negro, matándolo al instante. A continuación, derrota al Tío Sam, dándolo por muerto.
Durante la Batalla de Metrópolis, en medio de la Crisis Infinita, Sinestro fue capturado fácilmente por Hal Jordan y recibió el mismo trato que el resto de la Sociedad.

## Poderes y habilidades
Sinestro maneja un anillo de poder amarillo que es funcionalmente similar a los de las Linternas Verdes, otorgándole vuelo, la capacidad de sobrevivir en cualquier entorno y la capacidad de crear construcciones de cualquier forma y tamaño. El anillo debe recargarse regularmente con la ayuda de una batería eléctrica con forma de linterna.
Como un anfitrión cuyo cuerpo frenó y dominó la Encarnación Emocional del Miedo, Thaal Sinestro ahora actúa como el anfitrión y como recipiente de contención para la entidad emocional de su Cuerpo; Parallax le otorga un poder sin precedentes tanto de naturaleza física como metafísica. Al igual que los anfitriones anteriores antes que él, Sinestro tiene vastas habilidades para alterar la realidad que le permiten torcer y doblar el tiempo, el espacio, la materia y / o la energía a su gusto; Del mismo modo, todo su poder natural derivado de su anillo se amplifica en grados increíbles que permiten la creación de construcciones más fuertes y una mayor descarga de plasma. Físicamente, el Maestro del Miedo también aumenta su dinamismo, poniéndolo a la par de algunos de los personajes más fuertes de DC como Superman o, sobre todo, Black Adam, que se muestra cuando tanto él como Adam movieron la luna de la Tierra fuera del camino de su sol juntos, o cuando fue atacado por asaltantes igualmente poderosos como Superwoman, Deathstorm y Alexander Luthor que habían robado múltiples poderes.

## En otros medios

### Televisión
- Sinestro ha sido destacado en Challenge of the Super Friends, con la voz de Vic Perrin. Parte de la Legión del Mal, se muestra que tiene el poder de viajar al Universo de la antimateria sin muchos problemas.
- Sinestro apareció en Super Friends, expresado nuevamente por Vic Perrin. En el episodio "The Revenge of Doom", él está con la Legión del Mal cuando vuelven a estar juntos.
- En 1979, el fallecido comediante Charlie Callas interpretó a Sinestro en los especiales de televisión de acción en vivo de Legends of the Superheroes.
- Sinestro aparece en Duck Dodgers, con la voz de John de Lancie. En el episodio "The Green Loontern", intenta secuestrar todas las Linternas Verdes, pero el propio Duck Dodgers lo detiene. Dodgers le señaló la apariencia diabólica de Sinestro.
- Sinestro aparece como un antagonista recurrente en el universo animado de DC, expresado principalmente por Ted Levine:
  - En Superman: la serie animada, aparece por primera vez en el episodio "In Brightest Day...", donde lucha contra Superman y el recién reclutado Kyle Rayner. Es retratado como el asesino de Abin Sur. Sinestro es derrotado por el Hombre de Acero y Rayner.
  - En la serie de dibujos animados, Liga de la Justicia, Sinestro es una parte del grupo de supervillanos de Gorilla Grodd en el episodio "Secret Society". En este punto, queda claro que Sinestro tiene rencor contra el Green Lantern Corps en general, con su venganza dirigida contra John Stewart en este caso, ya que Stewart está con la Liga de la Justicia.
  - En Static Shock, Sinestro aparece en el episodio "Fallen Hero" disfrazado de John Stewart (con la voz de Phil LaMarr) durante una buena parte del episodio. Después de que roba la batería de Stewart después de una señal falsa de socorro que creó, Sinestro ataca a Dakota disfrazada de némesis. Con la ayuda de Static, Stewart logró derrotar a Sinestro.
  - En la última temporada de Justice League Unlimited, Sinestro es miembro de este grupo expandido de supervillanos. En el episodio "The Great Brain Robbery", aparece como un miembro poderoso y competente de un atraco a un tren. En el episodio "Alive!", Sinestro (con la voz de Robin Atkin Downes) se pone del lado de la fracción del grupo de Lex Luthor y también salva la vida de varios miembros de Darkseid con la ayuda de Star Sapphire (como se revela en el final de la serie "Destroyer").
- Sinestro aparece durante la quinta temporada de The Batman, con la voz de Miguel Ferrer. Al igual que los cómics, Sinestro sirvió como maestro de Hal Jordan en el Green Lantern Corps hasta que pasó hambre de energía y fue detenido por el Green Lantern Corps. Esta versión de Sinestro tiene un cráneo superior bastante bulboso y un bigote más largo de lo habitual, parecido a una herradura o Fu Manchu que su estilo de lápiz habitual. En el episodio "Ring Toss", Sinestro escapó de su prisión y fue a la Tierra donde atacó a Green Lantern (antes de tener la oportunidad de recargar el anillo de poder) en el aeropuerto cuando Hal Jordan envía el anillo de poder a Batman. Sin embargo, Penguin terminó con el anillo de poder y lo usó para cometer una serie de pequeños robos. Luchó contra Batman, Robin y Jordan. Sinestro, sin embargo, atacó a Penguin, llamando a Penguin estúpido e indigno de poseer el anillo. Cuando Penguin terminó regalando el anillo a Batman, Batman colocó el anillo en su propio dedo para luchar contra Sinestro. Cuando el anillo de poder comenzó a debilitarse y a chisporrotear cuando Penguin había gastado mucha energía debido a su necedad, Jordan recargó el anillo de poder y ayudó a Batman a luchar contra Sinestro, donde Batman desarmó su anillo (irónicamente abrió su mano con el anillo de poder de Sinestro en él) quien luego noqueó a Sinestro. Green Lantern luego llevó a Sinestro de regreso a su celda.
- Sinestro (como Green Lantern) aparece en Batman: The Brave and the Bold, con la voz de Xander Berkeley. En "The Eyes of Despero!", ayudó a Batman, Guy Gardner y G'nort a derrotar a Despero. Él junto con G'nort y Gardner fueron liberados de una celda de detención de Oa por Batman transportado por Hal Jordan a Oa para ayudar a los miembros restantes después de que Despero aparentemente destruye a todos los miembros activos. Él y los demás autorizan el traje de Batman para el trabajo. Cuando Batman estaba luchando contra Despero, el Caballero Oscuro se enteró de que Sinestro estaba en la cárcel por destruir los buques de guerra de Okaran, llevándose consigo a todos los seres vivos de esos barcos. Sinestro luego creó un gobierno títere leal solo a él. Intentó volar a Mogo, solo para ser detenido por Gardner. Gardner encarceló a Sinestro en su anillo al final. Una versión heroica de Sinestro aparece en "Deep Cover For Batman", con un traje amarillo que se parece al traje de Hal Jordan. Su atuendo amarillo y su anillo de poder amarillo son un homenaje al Cuerpo de Sinestro.
- Sinestro aparece en Green Lantern: The Animated Series, con la voz de Ron Perlman. En el episodio "Prisionero de Sinestro", Hal Jordan y Kilowog reciben una llamada de socorro de Sinestro, a quien Hal venera como un legendario Linterna Verde, para rescatarlo a él y a su cautivo, un alienígena que ha capturado ilegalmente en una misión para el Guardianes a bordo del crucero espacial de Hal, Sinestro es poseído brevemente por el alienígena y ataca a la tripulación. Más tarde, determinan que la conciencia alienígena está saltando cuerpos y no puede ser inmovilizada. Al darse cuenta de que no puede usar los anillos de poder de aquellos que posee, Sinestro despresuriza la nave para dejarla a la intemperie, ya que los anillos de poder protegen a sus usuarios en entornos desoxigenados. Regresa a su cuerpo anfitrión y entra en estado de shock, mientras Sinestro se regodea en privado de que dejó la ciencia despresurizada con el propósito de matar a la criatura, en violación del código de Green Lantern. Informa de su muerte a Hal y su tripulación como un trágico accidente, pero su frialdad con respecto a la muerte de su cautivo deja a Hal sospechando que su antiguo mentor pudo haber cruzado una línea. En una entrevista con el productor Giancarlo Volpe, Volpe reveló que, si el programa no hubiera sido cancelado, Sinestro habría regresado en el estreno de la segunda temporada, donde enmarcó a Hal Jordan por sus crímenes.
- Sinestro aparece en el episodio de Justice League Action, "The Ringer", con la voz de Darin de Paul.[16] Se le muestra luchando contra Hal Jordan con el poder de su anillo sobrecargado. Mientras Superman y Wonder Woman ayudan a Jordan, The Atom entra en el anillo de Sinestro y lucha para superar el miedo de encontrar la fuente. Atom encuentra que la fuente de batería del anillo está guardada por Despotellis. Despineslis alerta a Sinestro sobre Atom cuando le ordena que trate con Atom. Mientras Sinestro continúa su lucha con Jordan, Superman y Wonder Woman, Atom trata con Despotellis. Después de que Atom derrota a Despotellis, el anillo de poder de Sinestro se agota cuando Hal lo derrota.
- Sinestro aparece en Harley Quinn. Aparece como miembro de la Legión del Mal.
- Sinestro aparece en DC Super Hero Girls en el episodio "#ItsComplicated", con la voz de Keith Ferguson. Se disfraza de estudiante llamado Thaal Sinclair y finge salir con Carol Ferris para poner celoso a Hal Jordan.
- Sinestro aparecerá en la próxima serie de televisión de acción en vivo HBO Max Green Lantern como uno de sus personajes principales.

### Cine
- Victor Garber interpreta a Sinestro como el principal antagonista en la película animada de Warner Premiere Green Lantern: First Flight. En la película, Sinestro es un miembro respetado del Green Lantern Corps que cree que los Guardianes y el Cuerpo no son lo suficientemente proactivos como para mantener el orden del universo. Buscando derrocar a Oa para infundir su orden a través del miedo, colabora con el miembro del Cuerpo Boodikka y el dictador Kanjar Ro en busca del Elemento Amarillo para crear un arma que pueda destruir el Cuerpo. Más tarde enmarca al recién reclutado Hal Jordan por la muerte de Ro antes de buscar el arma hecha del elemento por los Armadores: el anillo amarillo y la batería de energía. Después de que Sinestro derrota a los Guardianes y al Cuerpo de Linterna Verde, Jordan absorbe la fuente de poder del Elemento Verde de los Guardianes y desafía al despótico Korugarian. La batería de energía amarilla es destruida por Jordan y el anillo de Sinestro, junto con su mano, es aplastado por Kilowog. Sinestro probablemente fue puesto en una celda de prisión por sus crímenes. Cuando Sinestro toma posesión del anillo amarillo, su traje cambia de un uniforme de Linterna Verde a su uniforme del Cuerpo de Sinestro. Sin embargo, el anillo en sí es solo una copia amarilla de un anillo de Green Lantern, aunque mucho más poderoso gracias a la debilidad amarilla de los anillos verdes.
- Jason Isaacs da voz a Sinestro en la película de antología animada Green Lantern: Emerald Knights.[17] En la película, todavía es miembro del Green Lantern Corps. Durante la pelea de Atrocitus con su amigo Abin Sur, Sinestro comenta: "Si tuviera un anillo de poder por cada vez que escuchara eso, tendría mi propio Cuerpo", aludiendo al Cuerpo de Sinestro. El Cuerpo de Sinestro se muestra en la "visión" de Atrocitus hacia Sur, al ser encarcelado nuevamente.
- Mark Strong interpreta a Sinestro en la película de acción real Green Lantern. Presentado como un miembro respetado del Green Lantern Corps, está dedicado a su deber con intenciones benévolas de derrotar a Parallax a lo largo de la película, y sugiere que los Guardianes del Universo creen un anillo amarillo de miedo forjado a partir de una parte del poder de Parallax para derrotar a la entidad del miedo. Hal Jordan logra convencer a los Guardianes de que ceder al miedo para detener el miedo no resolverá nada y el anillo amarillo que crearon los Guardianes está sellado. Al final de la película, después de que Jordan derrotara a Parallax, se muestra a Sinestro rompiendo el sello del anillo de miedo amarillo e intercambiando su propio anillo de Linterna Verde por él. El uniforme de Green Lantern de Sinestro se vuelve amarillo y se muestra que ahora se deleita en su nuevo poder sobre el miedo, marcando su eventual turno del Green Lantern Corps y los Guardianes del Universo.[18]
- Sinestro aparece en la película animada Lego DC Comics Super Heroes: Justice League: Attack of the Legion of Doom, con la voz de Mark Hamill. Él, Lex Luthor y Black Manta forman la Legion del Mal.
- Sinestro hace un cameo silencioso en la película de animación teatral Teen Titans Go! to the Movies, basado en la serie animada de Teen Titans Go!. En la película, después de que los Teen Titans viajan al pasado y evitan que se originen los orígenes de los miembros principales de la Liga de la Justicia para que Jade Wilson pueda hacer una película sobre ellos, cuando regresen al presente, dada la ausencia de superhéroes, Todos los villanos causan estragos en el mundo. Sinestro aparece persiguiendo a tres civiles con una linterna Pac-Man, a pesar de que no se evitó el origen de Green Lantern. Al presenciar esto, los Titanes regresan al pasado y deshacen su error.
- Sinestro aparece en la película animada DC Super Hero Girls: Juegos Intergalácticos.

### Videojuegos
- Sinestro y el Cuerpo de Sinestro hacen un cameo durante el final de Hal Jordan en Mortal Kombat vs. DC Universe.
- Sinestro aparece en Batman: The Brave and the Bold: el videojuego expresado por Xander Berkeley. Esto sigue a su encarcelamiento en la serie de televisión, y ahora tiene su anillo de poder amarillo además de su disfraz original. Él le pide a Batman y Guy Gardner que lo ayuden a salvar su planeta natal de Starro. Guy lo ayuda a regañadientes.[19]
- Sinestro aparece en DC Universe Online, con la voz de Robert Kraft. Su anillo y los anillos del Sinestro Corps han estado funcionando mal y culpan al Green Lantern Corps. Esto estimula una batalla entre los dos grupos que finalmente llevó a un enfrentamiento entre Sinestro, John Stewart y sus respectivos miembros del Cuerpo. Al ser derrotado, Sinestro escapó con John y los otros miembros del Green Lantern Corps después de él, ya que Sinestro no llegará lejos con el poder que quede en su anillo de poder.
- Sinestro también es un personaje cooperativo jugable en Green Lantern: Rise of the Manhunters, con la voz de Marton Csokas. En el juego, tiene los mismos poderes y construcciones que Hal Jordan.
- Sinestro aparece como un personaje jugable en el juego de arena de batalla multijugador Infinite Crisis donde Marc Worden repite su papel.
- Sinestro aparece como un personaje jugable en DC Unchained.

#### Lego
- Sinestro aparece en Lego Batman 2: DC Super Heroes, con la voz de Troy Baker. Es un jefe de lucha y personaje desbloqueable, que se encuentra en la estación central de metro. En la versión de Xbox 360, un logro llamado "Luz de la linterna verde" se desbloquea después de que el jugador lo derrota como Linterna verde.
- Sinestro aparece como un personaje jugable en Lego Batman 3: Beyond Gotham, con la voz de Marc Worden. Él juega un papel más importante en el juego que en su aparición anterior, apareciendo por primera vez en la apertura de la historia peleando junto a Larfleeze y Atrocitus contra Saint Walker, Star Sapphire e Indigo-1 hasta que Brainiac los captura para alimentar el rayo retráctil. Después de deshabilitar el dispositivo, lo envían de regreso a Qward. A diferencia de Larfleeze y Atrocitus, distraídos por los héroes disfrazados de villano mientras Hal Jordan toma sus baterías de energía, Sinestro es el único que no se deja engañar por su acto y los ataca, aunque también tienen éxito en tomar su batería de energía. En el clímax del juego, él, junto con Atrocitus y Larfleeze, se enfrenta a los héroes en la Fortaleza de la Soledad para recuperar sus baterías, solo para que sus energías se centren en un cristal creado por Superman para devolver la Tierra a su tamaño correcto, y Sinestro, llamando esto es un "desperdicio de viaje", se teletransporta a Qward nuevamente. En una escena de mitad de crédito, se lo ve prometiendo destruir a los terrícolas cuando se topa con el Invisible Jet de Wonder Woman que despega por sí solo.
- Sinestro aparece como uno de los personajes principales de Lego DC Super-Villains, con la voz de Marc Worden.[20]

#### Injusticia
- Sinestro aparece como un personaje jugable en Injustice: Gods Among Us, con Troy Baker repitiendo su papel, pero usando un acento británico. Al comienzo del juego, se lo ve luchando contra la Liga de la Justicia con otros aliados. En una realidad alternativa, Sinestro se alía con Superman en el Régimen de la Tierra. A diferencia de los otros villanos que forman parte del régimen de Superman, Sinestro no fue coaccionado de ninguna manera por Superman para unirse al régimen; parece un poco autosuficiente y parece tener una clasificación más alta sobre la mayoría de los demás miembros del régimen, dado el control permanente de algunas fuerzas terrestres. También afirma que todavía gobierna sobre Korugar con su propio régimen. En la historia, Sinestro le da al Hal Jordan de esa Tierra un anillo de Sinestro Corps después de ponerse del lado de los nuevos métodos violentos de Superman, convirtiendo a su antiguo enemigo en una linterna amarilla. Sin embargo, no cumple ningún papel importante en la historia de lo contrario. Al final del juego, Sinestro es derrotado por el "primer" Superman y desarmado de su anillo. Él y Yellow Lantern son llevados a Oa por el "primer" Hal Jordan para ser juzgados por sus acciones. En sinestro Cuando un jugador termina después de derrotar a Superman, se da cuenta de que Fear no es lo suficientemente poderoso como para traer orden al universo. Lanzar todo el poder del Cuerpo de Sinestro contra el Entidad de vida que sostiene la batería de energía de la linterna blanca, Sinestro sale victorioso. Blandiendo el poder de la batería como White Lantern, planea destruir a todos los que se interponen en su camino, comenzando con el Green Lantern Corps.
- Sinestro es mencionado en Injustice 2 por Atrocitus, quien resume la historia de Hal Jordan en Injustice: Gods Among Us. En el final del modo arcade de Hal, se revela que Sinestro logró escapar de las celdas científicas del Green Lantern Corps y regresar al Sinestro Corps antes del regreso de Jordan. Esto lleva a Hal a ir encubierto como una linterna amarilla mientras trata de evitar que el espectro de miedo del anillo amarillo lo controle.

### Serie web
- Sinestro aparece en el episodio "Ring Me Maybe" de cuatro partes de la serie web DC Super Hero Girls con la voz de Tom Kenny. Lucha contra la Linterna Verde Jessica Cruz.